# Волівський замок
Волівський замок (пол. Zamek w Wołowie) — замок П'ястів у місті Волові Нижньосілезького воєводства у Польщі. 

## Історія

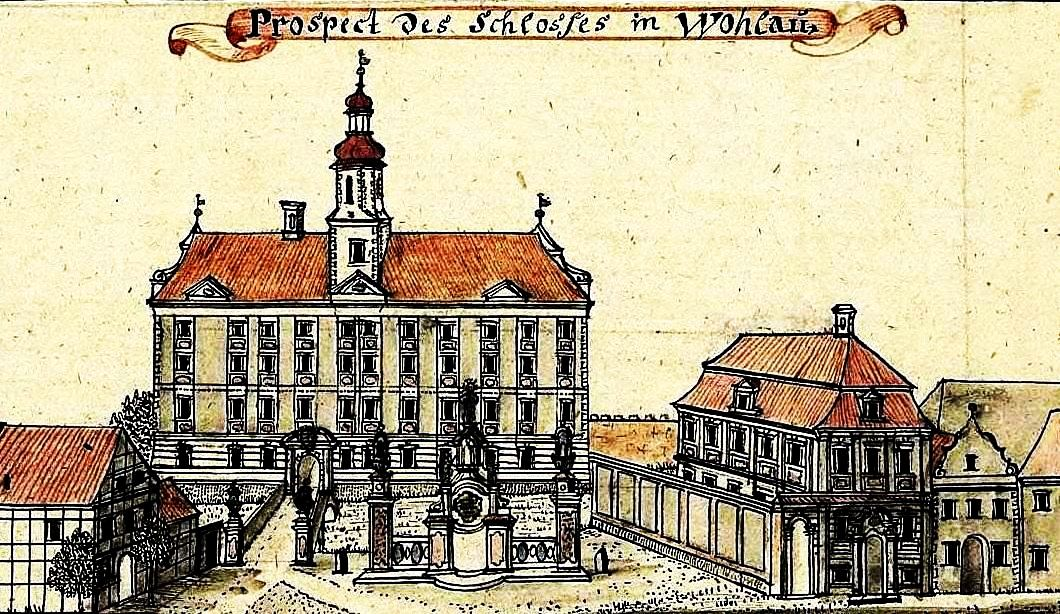
Замок у Волові на малюнку Фрідріха Бернгардта Вернера приблизно з 1750 року

Замок у Волові, ймовірно, було побудовано на початку XIV століття за розпорядженням глогувського князя Конрада I, хоча в окремих дослідників це твердження викликає сумнів. У XVI і XVII століттях замок перебудовували, а на початку XVIII він був знищений внаслідок пожежі. У 1714—1725 роках замок відбудували, а подальші, незначні модифікації вносилися аж до кінця XIX століття.  
У наш час у замку розміщується Волівське повітове староство. 

## Архітектура
Замок — мурована будівля, споруджена на чотирикутному плані, має дві травеї кімнат, три поверхи, восьмикутну вежу, вкрита шатровим дахом. Інтер’єри, у XVII та XIX століттях було змінено задля пристосування до офісних цілей, внаслідок чого вони втратили свій первісний, притаманний для резиденції вигляд.  